# Laplace-P
Laplace-P (anteriormente llamado Europa Lander) fue un proyecto de orbitador y módulo de aterrizaje propuesto por la Roscosmos diseñado para estudiar el sistema lunar joviano y explorar Ganimedes con un módulo de aterrizaje.

## Concepto
Laplace-P sería una doble misión con un orbitador y un módulo de aterrizaje lanzados juntos hacia Júpiter. Una nave espacial orbitaría a la luna Ganimedes, mientras que el aterrizador realizaría un aterrizaje suave en su superficie.
La trayectoria planeada es utilizar la ruta VEEGA (Asistencia de Gravedad Venus-Tierra-Tierra). Ambas naves transportarían alrededor de 50 kg de instrumentos científicos cada uno. El lander sería impulsado por un RTG , mientras que el orbitador estaría equipado con un RTG o con paneles solares.